# Kolarstwo na Igrzyskach Afrykańskich 2015
Kolarstwo na Igrzyskach Afrykańskich 2015 odbywało się między 10 a 13 września 2015 roku w Brazzaville. Rozegrano 6 konkurencji medalowych, po 3 dla obu płci.

## Podsumowanie

### Klasyfikacja medalowa
| Klasyfikacja medalowa | Klasyfikacja medalowa | Klasyfikacja medalowa | Klasyfikacja medalowa | Klasyfikacja medalowa | Klasyfikacja medalowa |
| Miejsce               | Państwo               | Złoto                 | Srebro                | Brąz                  | Razem                 |
| --------------------- | --------------------- | --------------------- | --------------------- | --------------------- | --------------------- |
| 1.                    | Erytrea               | 2                     | 1                     | 0                     | 3                     |
| 2.                    | Południowa Afryka     | 1                     | 3                     | 2                     | 6                     |
| 3.                    | Nigeria               | 1                     | 1                     | 0                     | 2                     |
| 4.                    | Rwanda                | 1                     | 0                     | 1                     | 2                     |
| 5.                    | Mauritius             | 1                     | 0                     | 0                     | 1                     |
| 6.                    | Algieria              | 0                     | 1                     | 2                     | 3                     |
| 7.                    | Etiopia               | 0                     | 0                     | 1                     | 1                     |
| Razem                 | Razem                 | 6                     | 6                     | 6                     | 18                    |

### Kolarstwo szosowe
| Konkurencja                | 1. miejsce                                                                              | 2. miejsce                                                                                | 3. miejsce                                                                                 |           |
| Mężczyźni                  | Mężczyźni                                                                               | Mężczyźni                                                                                 | Mężczyźni                                                                                  | Mężczyźni |
| -------------------------- | --------------------------------------------------------------------------------------- | ----------------------------------------------------------------------------------------- | ------------------------------------------------------------------------------------------ | --------- |
| Wyścig ze startu wspólnego | Janvier Hadi                                                                            | Reynard Butler                                                                            | Adil Barbari                                                                               |           |
| Jazda indywidualna na czas | Meron Teshome                                                                           | Gustav Basson                                                                             | Adil Barbari                                                                               |           |
| Jazda drużynowa na czas    | Południowa Afryka · Hendrik Kruger · Gustav Basson · Shaun-Nick Bester · Reynard Butler | Algieria · Adil Barbari · Abderrahmane Mansouri · Abderrahmane Bechelaghem · Nassim Saidi | Rwanda · Valens Ndayisenga · Janvier Hadi · Jean Bosco Nsengimana · Joseph Areruya         |           |
| Kobiety                    |                                                                                         |                                                                                           |                                                                                            |           |
| Wyścig ze startu wspólnego | Kimberley Le Court                                                                      | Gladys Grikpa Tombrapa                                                                    | Lise Olivier                                                                               |           |
| Jazda indywidualna na czas | Mossana Debesay                                                                         | Wehazit Kidane                                                                            | Lise Olivier                                                                               |           |
| Jazda drużynowa na czas    | Nigeria · Rosemary Marcus · Gladys Grikpa Tombrapa · Happy Okafor · Glory Odiase        | Południowa Afryka · Lise Olivier · Catherine Colyn · Heidi Dalton · Zanele Tshoko         | Etiopia · Gebre Tsega Beyene · Hadnet Asmelash · Tesfoam Eyeru Gebru · Sendel Hafte Tewele |           |